# Bridgette B
Luz Abreu (Barcelona, 15 de octubre de 1983), más conocida como Bridgette B, es una actriz pornográfica española asentada en los Estados Unidos, donde ha realizado la mayoría de su trayectoria pornográfica.

## Biografía
Siendo joven se trasladó a los Estados Unidos, donde comenzó a trabajar como bailarina. Cursó estudios superiores en la Universidad Estatal de Kent en Ohio, donde perteneció a la Chi Omega Sorority.
Comenzó su carrera como actriz en 2008 a la edad de 25. Al año de comenzar su carrera, el 22 de julio de 2009, se sometió a una operación de aumento de busto pasando de una copa 34C a la 34DD (90D a 90F). 
Es productora y ha rodado más de 300 títulos, tanto para Internet como para DVD desde sus primeras producciones como Kung Fu Nurses a Go-Go 2 en 2008, hasta las más recientes como Dysfunktion en 2015, y colaborando con actores y actrices como Tiffany Taylor y Rebeca Linares, entre muchos otros. 
En el año 2011 fue nominada en los Premios AVN en la categoría de Mejor escena de sexo lésbico en grupo por Girlvana 5, pero no consiguió la victoria. No sería hasta enero de 2012 cuando Bridgette B fuera galardonada en dichos premios en la categoría de Artista femenina no reconocida del año.
En 2019 y 2020 fue ganadora del Premio XBIZ a la Artista MILF del Año.